# Biestenmühle
Die Biestenmühle in der Stadt Viersen war eine Wassermühle mit einem unterschlächtigen Wasserrad.

## Mühlen in Viersen
In der Gemeinde Viersen gab es in den früheren Jahrhunderten insgesamt 18 Mühlen. Davon waren vier Rossölmühlen, als Hammermühle. Diese wurden durch Pferdekraft betrieben. Weiter gab es zwei Windmühlen, die Hoser- und die Hüsterfeldwindmühle, die beide in Privatbesitz waren.
Anders dagegen war es mit den Wassermühlen. Das Stift St. Gereon in Köln besaß die Grundherrschaft von Viersen und damit das Wasserrecht über die Bäche in Viersen. Die Errichtung von Wassermühlen bedurfte seiner Zustimmung. Das Stift vergab Mühlenrechte als erbliches Lehen und bezog davon eine jährliche Lehnsrente. Diese musste an die Pfarrstelle St. Remigius geliefert werden. Aus diesen Unterlagen geht hervor, dass es schon 1246 in Viersen zwölf Wassermühlen gegeben hat. Alle Mühlen, mit Ausnahme der Klostermühle, zahlten jährlich einen Sümmer (etwa ein Zentner) Malz als Lehnszins. Es gab in der Herrlichkeit Viersen keinen Mühlenzwang. Alle Bauern konnten mahlen lassen, wo sie wollten.
Diese zwölf Mühlen lagen am:
- „Dorfer Bach“: Kaisermühle, Kimmelmühle, Goetersmühle, Biestenmühle und Schricksmühle
- „Hammer Bach“: Plinzenmühle, Schnockesmühle, Sgoedenmühle, Bongartzmühle Hüstermühle und Hammer Mühle
- „Rintger Bach“: Klostermühle

## Geographie
Die Biestenmühle hatte ihren Standort an der Goetersstraße auf dem Gelände der heutigen Förderschule, in der Stadt Viersen, im Kreis Viersen. Der Mühle vorgelagert war ein Weiher, der vom Dorfer Bach gespeist wurde und dessen Wasserspiegel bei ca. 41 m über NN lag. Unterhalb der Biestenmühle lag die Schricksmühle, oberhalb die Goetersmühle.
Der Dorfer Bach versorgte über Jahrhunderte fünf Mühlen mit Wasser. Er ist heute teilweise kanalisiert. Die Mühlenteiche sind, bis auf den Teich der Kaisermühle, alle zugeschüttet. Die Pflege und Unterhaltung des Gewässers obliegt dem Wasser- und Bodenverband der Mittleren Niers, der in Grefrath seinen Sitz hat.

## Geschichte
Die Biestenmühle wurde auch „Rahser Mühle“ genannt. 1369 wird die Mühle „ten Biesen“ gemeldet, gelegen beim Biesenhof, zu dem sie gehörte. Sie ist eine der zwölf Wassermühlen in Viersen, die im Jahre 1246 eine jährliche Lehnsrente von einem Sümmer Malz an die Pfarrstelle St. Remigius zu erbringen hatte. Sie war eine Kornmühle mit einem unterschlächtigen Wasserrad. Die zeitweilige Nennung „Rahser Mühle“ hat sie wohl vom Namen einer Müllerfamilie. Die Mühle lief bis 1890, wurde dann verkauft und niedergelegt.